# Gramatikalizacija
Gramatikalizacija je proces jezikovnih sprememb, pri katerih polnopomenske besede izgubljajo svoj prvotni pomen in postajajo kazalci slovničnih razmerij. Do novih besed ne prihaja preko tvorjenja ali pregibanja, temveč preko spreminjanja polnopomenskih besed. Gramatikalizacijo lahko torej pojmujemo kot nepretrgan proces krepitve slovničnosti jezikovne enote, v kateri ne-slovnična enota postane slovnična in manj slovnična enota – bolj slovnična. Gramatikalizacija je celota različnih diahronih sprememb (»evolucijski kontinuum«), ki vodijo do izgube pomenske kompleksnosti, pragmatičnih vrednosti, skladenjske neodvisnosti ter fonetične vsebine določene jezikovne enote; gramatikalizacija predpostavlja spremembo neodvisne leksikalne enote v (obrazilni) slovnični označevalec. 
Na primer staroangleški glagol willan 'želeti' je v moderni angleščini prešel v pomožni glagol will, ki izraža namero ali preprosto prihodnost. Najpreprostejši primer gramatikalizacije je prehod samostalnikov, ki označujejo dele telesa (rus. лицо 'obraz', голова 'glava', спина 'hrbet'), v prostorske prislove, predloge ali položaje (rus. so сверху 'zgoraj', впереди 'spredaj', сзади 'zadaj') ter se naprej razvijejo v prostorske popozicije – v priponske kazalce sklonov. Znan primer gramatikalizacije pa je tudi proces, v katerem se leksikalna zveza let us (npr. let us eat 'pustite, dovolite nam jesti') zreducira v let's (npr. let's you and me fight 'bojujva, pretepajva se'). V slednjem primeru je fraza izgubila njen leksikalni pomen »dovolite nam« in je postala pomožna fraza, ki izraža splošno pobudo. Zaimek us pa je najprej prešel v pripono, nato pa je postal del nove besede let's. 

## Zgodovina
Koncept je bil razvit v delih Franca Boppa (1816), Friedricha Schlegla (1818), Wilhelma Humboldta (1825) ter Hansa Gabelentza (1891). Humboldt je na primer predlagal, da so se v vseh jezikih slovnične strukture razvile iz besed, ki so označevale konkretne predmete ali ideje. Do pomenske spremembe je po Humboldtu prišlo zaradi potrebe po uspešnem sporočanju idej. Slovnica se je počasi razvijala skozi štiri različne faze, v vsaki od njih naj bi bila slovnična sredstva bolj razvita. 
Termin »gramatikalizacija« je v sodobnem pojmovanju skoval francoski lingvist Antoine Meillet v delu L'évolution des formes grammaticales (1912). Francoski jezikoslovec je opredelil gramatikalizacijo kot »pripisovanje slovničnih značilnosti besedam s samostojnim pomenom«. Poudaril je, da je bolj kot sam izvor besed, pomemben proces njihovega pomenskega spreminjanja. Bil je mnenja, da je preučevanje nastanka slovničnih oblik legitimen predmet raziskovanja jezikoslovcev. Kasnejše študije na tem področju so nadalje razvile in spremenile Milletove ideje ter predstavile številne druge primere gramatikalizacije. 
Šele v sedemdesetih letih prejšnjega stoletja se je z zanimanjem za analizo diskurza in iskanjem jezikovnih univerzalij začelo ponovno pojavljati zanimanje za gramatikalizacijo v jezikovnih študijah. Na to področje je pomembno vplival Christian Lehmann z delom Thoughts on Grammaticalization (1982). To je bilo prvo delo, ki je poudarilo kontinuiteto raziskav in omogočilo pregled glavnih del na tem področju. Lehmann je izumil tudi sklop značilnosti gramatikalizacije oz. njenih »parametrov«, metodo, po kateri se lahko gramatikalizacijo meri sinhrono in diahrono. »Teorija gramatikalizacije«, ki se danes hitro razvija, opisuje celoten sklop procesov, ki vodijo k nastanku slovničnih pomenov, slovničnih kategorij ter slovničnih sistemov v jezikih sveta.
Naslednje pomembno delo je bilo Grammaticalization and Reanalysis in African Languages (1984), v katerem Bernd Heine in Mechthild Reh preučujeta pojav gramatikalizacije v afriških jezikih. Heine in Reh gramatikalizacijo razlagata kot pomembno orodje pri opisovanju delovanja jezikov in njihovih univerzalnih vidikov. 
Veliko število študij gramatikalizacije v zadnjem desetletju kaže, da gre za pomembno temo ter se obravnava kot pomembno področje v jezikoslovnih študijah na splošno. Med nedavnimi publikacijami obstaja širok razpon opisnih študij, ki poskušajo oblikovati krovne definicije in izčrpne sezname, medtem ko se druge bolj osredotočajo na naravo in pomen gramatikalizacije ter raziskujejo njene meje in možnosti.

## Mehanizmi
Termin »gramatikalizacija« je težko zajeti v eni sami jasni definiciji, saj je izražena v celi vrsti sprememb na različnih ravneh, ki vplivajo na fonetični, oblikoslovni in skladenjski jezikovni razvoj. Te spremembe so ponavadi opisane kot fonetični, morfološki, skladenjski in pomenski procesi (slabljenje prvotnega pomena, oblikoslovna redukcija, fonetična redukcija ter začetek obvezne rabe). Pomembno je, da se vsi ti procesi lahko odvijajo vzporedno ter neodvisno drug od drugega, toda semantični procesi so običajno pred drugimi, oblikovno-skladenjski po navadi ne potekajo pod vplivom fonetičnih. V najbolj splošni obliki so vsi ti procesi ponavadi označeni kot postopna poenostavitev jezikovne enote, kot izguba določenega dela lastnosti, ki jo označujejo kot »polno vrednoteno« (v nasprotju s »slovničnim«).
V fonetičnem smislu gramatikalizacijo spremlja asimilacija ali redukcija zvokov ter krčenje zvočnega ovoja morfema. V oblikoslovno-skladenjskem smislu pa lahko gramatikalizacijo spremlja izguba literarne neodvisnosti jezikovne enote, tj. preoblikovanje besedne oblike v naslonko ter naslonke v pripono.

### Slabljenje prvotnega pomena
Slabljenje prvotnega pomena je bistvena značilnost gramatikalizacije. Opišemo jo lahko kot izgubo semantične vsebine. Natančneje se nanaša na izgubo vse (oz. večine) leksikalne vsebine entitete, medtem ko je ohranjena le njena slovnična vsebina.
Na primer James Matisoff je pomensko slabljenje opisal kot delno izničenje pomenskih značilnosti morfema, odstranjevanje nekaterih njegovih jasnih vsebin, tako, da se morfem lahko uporablja kot abstraktna enota, ki izraža slovnična razmerja.
Pomenski razvoj besede je praviloma povezan tudi s posebnim kontekstom ali konstrukcijo, ki prispeva k pojavnosti slovničnega pomena. Pri tem se lahko ena beseda v raznih konstrukcijah razvije različno. Tako se je na primer latinski glagol habere 'imeti' razvil v kazalnik dolžnosti (moranja) in prihodnosti v konstrukcijah z nedoločnikom, v konstrukcijah s trpnim deležnikom pa se je razvil v rezultativni in perfektni pomen (pozno latinski izrazi, kot so moja hiša je uničena oz. imam uničeno hišo, so se v romanskih jezikih razvili v pasiv ali v običajni preteklik s pomenom tipa uničil sem hišo).

### Oblikoslovna redukcija
Oblikoslovna redukcija ali dekategorizacija je, ko se jezikovni izraz spremeni iz leksikalnega v slovnični pomen, je verjetno, da bo izgubil morfološke in skladenjske elemente, ki so bili značilni za njegovo izvorno kategorijo, vendar za slovnično funkcijo niso pomembni.
Na primer v angleščini se je kazalni zaimek that (that book 'ta knjiga') začel uporabljati kot veznik, ki uvaja relativni stavek. Tako je izgubil povezavo z izražanjem ednine referenta (that = ed. proti those = mn.), ki je značilna za prvotni kazalni zaimek: na primer the book that I know 'knjiga, ki jo poznam' proti the things that I know 'stvari, ki jih vem'. 

### Fonetična redukcija
Fonetična redukcija, tudi fonološko izčrpavanje, je še en izmed procesov povezanih z gramatikalizacijo. Fonetični upad pomeni, da jezikovni izraz izgubi fonetično bistvo, ki je podvrženo gramatikalizaciji. Bernd Heine piše, da »ko se leksem uveljavlja kot slovnični označevalec, se nagiba k upadu, kar pomeni, da se fonološko bistvo na nek način zmanjša ter postane bolj odvisno od okoliškega fonetičnega materiala«.
Bernd Heine v Auxiliaries: Cognitive forces and grammaticalization opiše različne vrste fonetičnega upada za ustrezne primere:
1. Izguba fonetičnih segmentov, ki vključuje izgubo polnih zlogov.
2. Izguba nadsegmentalnih lastnosti, kot so naglas, ton ali intonacija.
3. Izguba fonetične avtonomije in prilagajanje sosednjim fonetičnim enotam.
4. Fonetična poenostavitev.

Primer fonetičnega upada v angleščini je going to → gonna 'biti (prihod.), nameravati' ter because → coz 'ker'. Nekateri jezikoslovci menijo, da je fonetični upad posledica nagnjenosti govorca, da sledi načelu najmanjšega napora, drugi pa menijo, da je fonetični upad znak sprememb, ki se dogajajo.
Vendar pa je fonetični upad lahko običajen proces jezikovnih sprememb, ki se zgodijo brez povezave z gramatikalizacijo. Primer tega je lahko latinska konstrukcija clarā mente 'z jasnim umom', ki je vir sodobne produktivne tvorbe prislovov v romanskih jezikih, npr. v italijanščini chiaramente 'jasno', v španščini claramente 'jasno'. V obeh jezikih -mente v tej obliki današnji rodni govorci razumejo kot morfemsko oznako prislova in ni prestal fonološkega upada iz latinskega vira, mens, mentis 'pamet, um'.

### Začetek obvezne rabe
Jezikovne zgradbe v procesu gramatikalizacije postopoma prehajajo v obvezno rabo. Lehmann pri tem procesu izpostavlja dejstvo, da posameznik izgublja možnost paradigmatske izbire besede. Primere začetka obvezne rabe lahko najdemo v kategoriji števila, ki je lahko obvezna v nekaterih jezikih ali specifičnih kontekstih, pri razvoju členov ter pri razvoju osebnih zaimkov v nekaterih jezikih. Nekateri jezikoslovci, kot sta Heine in Kuteva, poudarjajo, da prehod v obvezno rabo ni nujno povezan z gramatikalizacijo, saj je značilen tudi za druge jezikovne spremembe.

## Skale gramatikalizacije – Cikli kategorialne degradacije
V procesu gramatikalizacije se pogosto polnopomenska oblika (v svoji nepregibni obliki) spremeni v slovnično besedo. Postopek, s katerim beseda zapusti besedno kategorijo in vstopi v drugo, ni nenaden, ampak se pojavi s postopnim nizom posameznih premikov. Prekrivajoče se faze gramatikalizacije tvorijo verigo, ki jo navadno imenujemo skala. Te spremembe ponavadi v različnih jezikih potekajo po podobnih vzorcih. Jezikoslovci se v določenih primerih ne strinjajo o natančni definiciji skale ali njenih natančnih značilnostih. Nekateri so mnenja, da stopnje na skalah nimajo vedno fiksnega položaja, ampak se razlikujejo. 
Znameniti vzorec stopenj gramatikalizacije, ki sta ga opisala Hopper in Traugott, ponazarja zaporedje stopenj, ki je razširjeno v različnih jezikih:
polnopomenska beseda → slovnično sredstvo → naslonka → sklonsko obrazilo
Ta posebna skala se imenuje »skala slovničnost«  ali »cikel kategorialne degradacije«  in je zelo znana. Na tej skali vsaka postavka na desni predstavlja bolj slovnično in manj leksikalno obliko, kot je tista na levi.
V Grammaticalization (2003) Hopper in Traugott pišeta, da ima skala gramatikalizacije tako diahrone kot sinhrone posledice. Diahrono (tj. gledanje sprememb skozi čas), predstavlja naravno pot skale, po kateri se oblike ali besede spreminjajo skozi čas. Sinhrono (tj. gleda v eno samo točko časa) se skala lahko razume kot ureditev oblik vzdolž imaginarnih linij, pri čemer je na enem koncu »popolnejša« ali leksična oblika, na drugi pa bolj »zmanjšana« ali slovnična oblika. Kar Hopper in Traugott trdita je, da se z diahronega ali razvojnega vidika spremembe besednih oblik obravnavajo kot naravni proces, medtem ko se lahko ta proces sinhrono obravnava kot neizogibno zatečeno stanje.
Proučevanje in dokumentiranje ponavljajočih se skal omogoča jezikoslovcem, da oblikujejo splošne zakonitosti gramatikalizacije in jezikovnih sprememb na splošno. Ima pomembno vlogo pri obnovi starejših jezikov. Gramatikalizacija ima lahko tudi določeno razlagalno moč: če raziskovalec pozna sinhrono stanje ter diahrone zgodovinske značilnosti nekega slovničnega sistema, lahko postavi verjetne hipoteze o izvoru njegovih posameznih elementov ter o možnosti njegovega razvoja. Ta vidik gramatikalizacije je še posebej prepričljivo razvit v delih Joan Bybee ter iz nekoliko drugačne perspektive v delih Thomasa Givóna.

### Angleškiwill
Zelo pogosto je, da polnopomenski glagoli postanejo najprej pomožni in nato sčasoma nepregibne končnice. Primer tega pojava je razviden v spremembi staroangleškega glagola willan 'želeti, hoteti' v pomožni glagol, ki označuje namen. V sodobni angleščini je ta oblika celo skrajšana v 'll in ne označuje več nujno namena, ampak je pogosto tudi znak prihodnjega časa. Glagol will ima torej manjši leksikalni pomen kot njegova starejša oblika v stari angleščini.

### Primeri popolne gramatikalizacije
Končno stopnjo gramatikalizacije ponazorimo s primeroma iz štokavščine ter latinščine. 
Štokavsko ht(j)eti 'hoteti, želeti' je v zvezi z nedoločnikom prešel iz vsebinske besede hoću čitati 'želim brati' v pomožni glagol v fonetično reducirani obliki ću čitati 'bom bral' v naslonko čitat ću 'bral bom' in na koncu v zlito fleksijo čitaću 'bral bom'. 
V latinščini so bile izvirne oblike prihodnjika (cantabo) opuščene, ko so postale preveč fonetično podobne oblikam imperfekta (cantabam). Namesto tega je izraz kot je cantare habeo 'peti imam', pridobil pomen prihodnosti. Tako je postal pravi prihodnji čas v skoraj vseh romanskih jezikih, pomožni glagol pa je postal glagolska končnica (npr. špan. cantaré, cantarás, cantará; fra. je chanterai, tu chanteras, il/elle chantera; ita. canterò, canterai, canterà 'pel bom, pel boš, pel/a bo').

## Enosmerna hipoteza
Enosmerna hipoteza je zamisel, da je gramatikalizacija, razvoj leksikalnih elementov v slovnične ali iz manj slovničnih v bolj slovnične, značilna smer jezikovne spremembe in da je za slovnični element veliko manj verjetno, da bi se vrnil na prejšnjo stopnjo na Hopper in Traugottovi skali gramatikalizacije.
Po besedah Bernda Heinea je »gramatikalizacija enosmerni proces, ki vodi od manj slovničnih do bolj slovničnih oblik in konstrukcij«. To je ena od najmočnejših trditev o gramatikalizaciji in se pogosto navaja kot eno od njenih temeljnih načel. Poleg tega se enosmernost nanaša na splošno razvojno usmeritev, ki je skupna vsem (ali veliki večini) primerom gramatikalizacije in ki jih lahko parafraziramo na abstrakten, splošen način, neodvisno od katerega koli posebnega primera.

### Protiprimeri (degramatikalizacija)
Čeprav je enosmernost ključni element gramatikalizacije, obstajajo izjeme. Po mnenju Lylea Campbella zagovorniki pogosto zmanjšajo protislovne vzorce ali pa jih na novo definirajo, tako da niso del skale gramatikalizacije. Navaja primer Hopperja in Traugotta (1993), ki obravnavata nekatere domnevne protiprimere kot primere leksikalizacije, pri katerih je slovnična oblika vključena v leksikalni element, ampak sama po sebi ne postane leksikalna. Primer je stavek to up the ante 'povečati (vložek)', kjer predlog up pridobi glagolski pomen kar ne pomeni, da up v drugih pomenih izgubi funkcijo predloga. Ker šele celotna fraza to up the ante označuje dejanje, Hopper in Traugott trdita, da se sama beseda up sicer ni degramatikalizirala. Tak pogled do neke mere izpodbijajo vzporedni načini uporabe fraze kot so to up the bid 'povečati stavo', to up the payment 'povečati plačilo', to up the medication 'povečati zdravila', kakor tudi dejstvo, da lahko the v vseh primerih zamenjamo s svojilnim zaimkom ter dodatne razširitve he upped his game 'izboljšal je svoj dosežek'. 
Manj pogosti so primeri, ki niso omejeni na določen leksikalni element. Tak je na primer angleški rodilnik –'s, ki je bil v stari angleščini pripona, v sodobni angleščini pa je naslonka.
V primerjavi z različnimi primeri gramatikalizacije obstaja precej malo protiprimerov o enosmernosti in pogosto se za te zdi, da so povezani s posebnimi okoliščinami. Enega najdemo v razvoju irske galščine z nastankom zaimka (1. os. mn.) muid 'mi' (funkcijska beseda) iz pregibne pripone -mid (kot v táimid 'mi smo') zaradi ponovne analize na osnovi zaporedje glagol-zaimek drugih oseb glagola. Še en znan primer degramatizakalizacije je v severno samskem jeziku pripona -haga 'brez', ki označuje odsotnost. Ta se je iz pripone degramatikalizirala v postpozicijo (predlog za glagolom) haga in nadalje v predlog in nato v samostojni prislov.